# Dranse d’Abondance
Die Dranse d’Abondance ist ein Gebirgsfluss in Frankreich, der im Département Haute-Savoie in der Region Auvergne-Rhône-Alpes verläuft. Sie ist hydrografisch als der Oberlauf der so insgesamt 49,1 km langen Dranse klassifiziert und entspringt im Gemeindegebiet von Châtel, nahe dem Col de Bassachaux, in der Nähe der Grenze zur Schweiz. Der Fluss entwässert generell Richtung Nordwest. Nach einer Strecke von rund 39 Kilometern mündet im Gemeindegebiet von La Forclaz von links die Dranse de Morzine. Ab hier heißt der Fluss Dranse (ohne Namenszusatz) und mündet nach etwa 10 km in den Genfersee.

## Orte am Fluss
- Châtel
- La Chapelle-d’Abondance
- Abondance
- Chevenoz